# Zentralplus
Zentralplus (Eigenschreibweise: zentralplus) ist ein regionales Nachrichtenportal in der Zentralschweiz. Es bezeichnet sich als die News- und Community-Plattform für die Region Luzern/Zug. Zentralplus ging im Januar 2013 online.

## Profil
Das Nachrichtenportal berichtet über Politik, Wirtschaft, Gesellschaft, Sport, Freizeit sowie Kultur und fasst einzelne Themen in Dossiers zusammen. Zudem erscheinen Blogs, und es werden Restaurant-, Veranstaltungs- und Wanderführer angeboten.
Alle Artikel können nach dem Anmelden kommentiert werden. Die Website kann in einer Web-, einer Tablet- und einer Mobile-Version konsultiert werden. Für letztere stellt die Internet-Zeitung eine App für iOS und Android zur Verfügung.
Die Redaktion hat ihren Sitz in Luzern. Es besteht ein zweites Redaktionsbüro in Zug.
Das Portal bietet einen Newsletter an, der täglich oder wöchentlich abonniert werden kann.

## Trägerschaft
Herausgegeben wird das Nachrichtenportal von der Zentralplus AG, die ihren Sitz in Luzern und Zug hat und von Herbst 2011 bis Herbst 2020 MMV online AG («Medien.Meinungen.Vielfalt») hiess. Der Unternehmenszweck ist gemeinnützig ausgerichtet. Das Newsportal strebt eine gemischte Finanzierung aus Werbung, Community-Spenden und staatlicher Medienförderung an.
Bis Sommer 2021 konnten Leser zentralplus mit einem freiwilligen Abonnement unterstützen. Die zahlenden Mitglieder wurden «Möglichmacherinnen» genannt. Im August 2024 wechselte zentralplus auf ein teilweises Bezahl-Modell, viele Inhalte sind aber weiterhin frei zugänglich.

## Sonstiges
Im April 2016 erneuerte Zentralplus sein Webdesign. Bei den grösseren Artikeln wird seither die voraussichtliche Lesezeit angegeben, und es wurde eine neue Rubrik «Regionales Leben» eingeführt. Leser mit Adblocker können das Portal nur noch mit Abonnement nutzen.
Im April 2016 wurde eine Journalistin von Zentralplus von der Staatsanwaltschaft des Kantons Luzern wegen Hausfriedensbruchs bestraft, nachdem sie von einer Hausbesetzung berichtet und das Haus betreten hatte. Später stellte die Behörde das Verfahren ein, weil es sich nicht um eine vorsätzliche Tatbegehung eines Hausfriedensbruchs gehandelt habe. Der Eigentümer der Liegenschaft reichte gegen die Einstellung eine Beschwerde ein. In der darauffolgenden Verhandlung vor dem Kantonsgericht Luzern wurde die Journalistin im Juni 2019 für schuldig befunden. Das noch nicht rechtskräftige Urteil hat heftige Reaktionen in der Medienwelt und bei den Reportern ohne Grenzen ausgelöst. In der Folge wurde die Schweiz im Ranking der Freiheit der Presse zwei Punkte tiefer bewertet als zuvor. Im April 2021 hat das Bundesgericht entschieden, das Strafverfahren gegen die Journalistin endgültig einzustellen.
Im Juli 2016 führte Zentralplus eine Testimonial-Kampagne durch, in der prominente Zentralschweizer, darunter der Kabarettist Emil Steinberger, erklärten, weshalb sie Zentralplus lesen.
Im Herbst 2016 lancierte Zentralplus eine Serie von Gottesdienstkritiken, die aber nach 10 Folgen im April 2017 wieder eingestellt wurde.
Seit 2025 wird die Redaktion in Co-Leitung von Isabelle Dahinden und Konstantin Kreibich geführt, die ihre journalistische Karriere beide beim Zentralschweizer Online-Medium begannen.